# Hårkan
Hårkan este o arie protejată (arie specială de conservare — SAC, sit de importanță comunitară — SCI) din Suedia întinsă pe o suprafață de 5.741,3 ha, integral pe uscat.

## Localizare
Centrul sitului Hårkan este situat la coordonatele 63°43′33″N 14°37′56″E / 63.7258°N 14.6322°E.

## Înființare
Situl Hårkan a fost declarat sit de importanță comunitară în ianuarie 2002 pentru a proteja 1 specie de animale. Situl a fost protejat și ca arie specială de conservare în martie 2011.

## Biodiversitate
Situată în ecoregiunile alpină și boreală, aria protejată conține 2 habitate naturale: Ape stătătoare oligotrofe până la mezotrofe, cu vegetație de Littorelletea uniflorae și/sau de Isoëto-Nanojuncetea, Râuri naturale fino-scandinave.
La baza desemnării sitului se află o specie protejată de  pești: zglăvoacă (Cottus gobio).